# Rein de Jongh
Reindert 'Rein' de Jongh (Amsterdam, 2 januari 1938) was een Nederlands wielrenner, die beroeps was tussen 1963 en 1970.

## Wielerloopbaan
Na een aardige amateurcarrière werd De Jong in 1961 onafhankelijke. Hij startte één keer in een grote ronde. Dat was in 1964 in de Vuelta.

## Belangrijkste overwinningen
geen

## Grote rondes
Eindklasseringen in grote rondes, met tussen haakjes het aantal etappeoverwinningen.
| Jaar | Ronde van Italië | Ronde van Frankrijk | Ronde van Spanje |
| ---- | ---------------- | ------------------- | ---------------- |
| 1964 |                  |                     | opgave           |
| 1965 |                  |                     |                  |
| 1966 |                  |                     |                  |

| Jaar | Gent-Wevelgem | Omloop Het Volk |
| ---- | ------------- | --------------- |
| 1964 |               |                 |
| 1965 |               | 65e             |
| 1966 | 66e           |                 |